# إيرل لويد
إيرل لويد (بالإنجليزية: Earl Lloyd) مواليد 3 أبريل 1928 في الإسكندرية - الوفاة 26 فبراير 2015، كان لاعب كرة سلة أمريكي تحول إلى التدريب بعد الاعتزال بدأ مسيرته الاحترافية في سنة 1950. تم اختياره من قبل فريق واشنطن كابيتولز خلال الدرافت. بلغ طوله 6 قدم 5 بوصة (2.0 م). اعتزل اللعب في 1960. فاز بلقب دوري إن بي إيه. دخل قاعة نايسميث التذكارية لمشاهير كرة السلة.

## المسيرة الاحترافية
لعب مع واشنطن كابيتولز في موسم 1950–1951، ثم لعب مع فيلادلفيا سفنتي سيكسرز من سنة 1952 إلى 1958، ثم لعب مع ديترويت بيستونز من سنة 1958 إلى 1960.

## إحصائيات المسيرة
| الفريق          | السنة   | G  | W  | L  | W–L% | النهاية | PG | PW | PL | PW–L% | النتيجة                  |
| --------------- | ------- | -- | -- | -- | ---- | ------- | -- | -- | -- | ----- | ------------------------ |
| ديترويت بيستونز | 1971–72 | 70 | 20 | 50 | .286 | 6       | –  | –  | –  | –     | غاب عن الأدوار الإقصائية |
| ديترويت بيستونز | 1972–73 | 7  | 2  | 5  | .286 | (أقيل)  | –  | –  | –  | –     | —                        |
| المسيرة         |         | 77 | 22 | 55 | .286 |         | –  | –  | –  | –     |                          |

## روابط خارجية
- إيرل لويد على موقع إن بي أي (الإنجليزية)
- إيرل لويد على موقع سبورتس رفرنس (الإنجليزية)
- إيرل لويد على موقع ريلجم (الإنجليزية)
- إيرل لويد على موقع بروبوليرز (الإنجليزية)
- إيرل لويد على موقع قاعة المشاهير الجامعة الوطنية لكرة السلة (الإنجليزية)
- إيرل لويد على موقع سبورتس رفرنس (الإنجليزية)